# Бахтеяровы-Ростовские
Бахтея́ровы-Росто́вские — угасший древний русский княжеский род, Рюриковичи. Одна из ветвей владетельных князей Ростовских. Род князей Бахтеяровых внесён в Бархатную книгу.

## История
Ростовский князь Дмитрий Фёдорович по прозвищу Приимок (Рюрикович в XVIII колене) имел сына Дмитрия Дмитриевича Приимкова, у которого, в свою очередь, было семеро сыновей (Дмитрий, Иван, Семён Большой, Андрей, Лев Балымаж, Семён Меньшой Баташ и Фёдор). Первый сын — князь Дмитрий Дмитриевич, который был отцом Фёдора Дмитриевича, прозванного Гвоздь — родоначальника князей Гвоздевых-Ростовских. Второй сын — князь Иван Дмитриевич служил воеводой при великих князьях московских. Иван Дмитриевич имел сына Василия и внука Василия Волка. Третий сын — Семён Дмитриевич Большой скончался бездетным, четвёртый сын — Андрей Дмитриевич оставил после себя четырёх сыновей (Бориса, Григория, Семёна и Михаила). Пятый сын Лев Дмитриевич Балымаж и шестой сын Семён Меньшой Баташ умерли, не оставив после себя потомства. Седьмой сын — князь Фёдор Дмитриевич Бахтеяр имел трех сыновей (Ивана Немого, Василия и Михаила). Перед кончиною Фёдор Дмитриевич постригся в монахи с именем Феодосий и умер до 1550 г., став родоначальником княжеского рода Бахтеяровых-Ростовских.
П.Н. Петров считал, что род дворян Бахтеяровых, известный с XVII века, вёл своё происхождение от князей Бахтеяровых-Ростовских, утративших княжеский титул. Часть представителей этого рода стала дворянами московскими..

## Известные представители
| №                                                           | Имя, Отчество                                   | № отца                                          | Примечания |
| Поколенная роспись по А.Б. Лобанову-Ростовскому             | Поколенная роспись по А.Б. Лобанову-Ростовскому | Поколенная роспись по А.Б. Лобанову-Ростовскому | Поколенная роспись по А.Б. Лобанову-Ростовскому |
| ----------------------------------------------------------- | ----------------------------------------------- | ----------------------------------------------- | --- |
| 1                                                           | Фёдор Дмитриевич Приимков-Ростовский            |                                                 | Родоначальник, имел прозвание Бахтияр, в 1546 году упоминается в Боярском списке в чине стряпчего, постригся в монахи в Троице-Сергиевом монастыре с именем Феодосий (или Федот) и умер там около 1550 года. В Бархатной книге отмечено: "был у Троицы в чернцах в Сергиевом монастыре". Вклад по нему сделал его сын Иван Фёдорович 13 декабря 1550 года. Недавно обнаруженное в Троице-Сергиевой лавре надгробие с надписью: "преставися раба божия Фёдорова княгиня Дмитриевича Ростовского" принадлежало, по-видимому, его жене. |
| 2                                                           | Иван Фёдорович Немой                            | 1                                               | Помещик Ростовского уезда, 3 ст. дворовой сын боярский, воевода в Михайлове (1553), воевода в Чебоксарах (1565), воевода в Василегороде (1571), умер в опале († 1587). |
| 3                                                           | Василий Фёдорович                               | 1                                               | В иночестве Варлаам, дворовой сын боярский, думный дворянин, помещик Ростовского уезда, помещик Казанского уезда (1564), 3-й воевода в Чебоксарах (1655), 1-й воевода в Свияжске (1575; 1579-1580), воевода в Алатыре (1575), воевода в Смоленске (1590). |
| 4                                                           | Михаил Фёдорович                                | 1                                               | 3 ст. дворовой сын боярский, помещик Ростовского уезда, воевода в Нижнем Новгороде (1578), помещик Казанского уезда (1565), воевода в Свияжске (1575), воевода в Чебоксарах (1584). |
| 5                                                           | Владимир Иванович                               | 2                                               | Боярин 1608-1617 гг., московский дворянин (1577), дворовой сын боярский, помещик Ростовского уезда, голова (1579), воевода во Пскове (1580), воевода в Брянске (1584), воевода в Нижнем Новгороде (1614), воевода в Чернигове, воевода в Тюмени. |
| 6                                                           | Иван Иванович                                   | 2                                               | Дворянин московский, дворовой сын боярский, помещик Ростовского уезда (1590), помещик Московского уезда, воевода в Ельце (1596). |
| 7                                                           | Андрей Иванович                                 | 2                                               | Дворянин московский и воевода до 1607 г. |
| 8                                                           | Пётр Владимирович                               | 5                                               | Стольник (1606, 1619), воевода в Арзамасе (1615-1616), воевода в Свияжске (1617), вотчинник Переяславльского уезда, Гороховецкого уезда. |
|                                                             | Фетинья Владимировна                            | 5                                               | Упоминается в поколенной росписи в родословной книге из собрания М.А. Оболенского, мамка царевны Евдокии Алексеевны (1651), жена боярина князя Юрия Андреевича Сицкого. |
|                                                             | Алена Владимировна                              | 5                                               | Упоминается в поколенной росписи в родословной книге из собрания М.А. Оболенского, жена князя Фёдора Андреевича Хилкова-Старого. |
|                                                             | № (Софья ?) Андреевна                           | 7                                               | Упоминается в поколенной росписи в родословной книге из собрания М.А. Оболенского, по одной версии, погибла вместе с отцом и братом в 1607 г. от рук Лжепетра, по другой — стала наложницей самозванца. |
|                                                             | Авдотья Андреевна                               | 7                                               | Упоминается в поколенной росписи в родословной книге из собрания М.А. Оболенского, жена князя Романа Петровича Пожарского. |
| Княжеский род Бахтеяровых-Ростовский угас                   |                                                 |                                                 | |
| В поколенную роспись не включены:                           |                                                 |                                                 | |
| 9                                                           | Фёдор Михайлович                                |                                                 | Помещик (1578). |
| 10                                                          | Дмитрий Александрович                           |                                                 | Стольник (1627,1629), помещик Новгородского уезда. |
| 11                                                          | Василий Иванович                                |                                                 | В иночестве Варсонофий, упомянут (1602-1618). |
| 12                                                          | Фёдор Иванович                                  |                                                 | Помещик (1600). |
| 13                                                          | Тимофей Владимирович                            |                                                 | Упомянут (1580). |
| 14                                                          | Борис Андреевич                                 | 7                                               | Дворянин московский до 1607 г., погиб от рук Лжепетра. |
| Князьями уже не писались, а писались дворянами Бахтеяровыми |                                                 |                                                 | |
| 15                                                          | Василий Борисович                               | 14                                              | Дворянин московский 1642 г. |
| 16                                                          | Гордей Васильевич                               | 14                                              | Дворянин московский 1677 г. |